# Nick Bermudez
Nick Bermudez är en colombiansk gitarrist. Han har spelat i bandet Underthreath, men spelar idag tillsammans med Blaze Bayley. I båda banden så var även hans bror, David Bermudez, basist.